# Erin Fleming
Erin Fleming (* 13. August 1941 in Kanada; † 15. April 2003 in Los Angeles, Kalifornien; geboren als Marilyn Fleming) war eine kanadische Schauspielerin, die vor allem als Lebensgefährtin von Groucho Marx während dessen letzter Jahre Bekanntheit erlangte.

## Leben
Fleming spielte kleinere Rollen in fünf Filmen zwischen 1965 und 1976. Während dieser Zeit begegnete sie Groucho Marx und zog schließlich mit ihm zusammen. Ihr Einfluss auf Groucho war ein häufiger Streitpunkt unter seinen Freunden und Verwandten. Viele gaben zu, dass sie ihm viel Arbeit abnahm, um seinen Ruhm aufzufrischen, was schließlich in der Verleihung des Ehren-Oscars mündete. Andere wiederum, Grouchos Sohn Arthur eingeschlossen, sahen in ihr einen eher negativen Einfluss auf Marx. Während seiner letzten Jahre bis zu seinem Tod 1977 reichten mehrere seiner Erben Klagen gegen Fleming ein. Ein Vorwurf, der ihr gemacht wurde, bezog sich auf ihre Absicht, Grouchos Lieblingswagen, einen Cadillac, gegen seinen Wunsch zu veräußern. Als Groucho protestierte, soll sie wörtlich gesagt haben: „Ich prügele dich von hier nach Pittsburgh!“
Die Prozesse zogen sich bis in die frühen 1980er Jahre hin, als Fleming schließlich zur Zahlung von $ 472.000 in die Erbmasse von Groucho Marx verurteilt wurde.
Flemings geistige Gesundheit verschlechterte sich in den 1990er Jahren. Sie wurde wegen eines Verstoßes gegen das Waffengesetz verhaftet und verbrachte die meiste Zeit in verschiedenen psychiatrischen Einrichtungen. 2003 beging sie Suizid.

## Filmografie
- 1965: The Legend of Blood Mountain
- 1969: Hercules in New York
- 1972: Eroberung vom Planet der Affen (Conquest of the Planet of the Apes)
- 1972: Was Sie schon immer über Sex wissen wollten, aber bisher nicht zu fragen wagten (Everything You Always Wanted to Know About Sex * But Were Afraid to Ask)
- 1973: Adam-12 (Fernsehserie, eine Folge)
- 1975: Sheila Levine Is Dead and Living in New York
- 1975: Dr. med. Marcus Welby (Marcus Welby, M.D., Fernsehserie, eine Folge)